# 46. Oscar-gála
Az 46. Oscar-gálát, a Filmakadémia díjátadóját 1974. április 2-án tartották meg. Mark Spitz hétszeres olimpiai bajnok úszót kérték fel díjátadónak, ezen is felháborodott Hollywood. Mit tett le Spitz a filmművészetért, hiszen a szappanoperában amiben szerepelt, megbukott. Kénytelen volt az úszófenomén visszalépni a megbízástól. Azon már nem is háborgott a filmes világ hogy a nézőtéren Linda Lovelace a Mély torok pornó-sztárja teljesen átlátszó ruhában parádézott, és hogy a színpadon egy meztelenre vetkőzőt férfi rohant keresztül.
Ebben az évben nem a szokványos kérdés volt: Vajon ki a legjobb színésznő? Most az volt a fő téma, ki lesz a legfiatalabb Oscar-díjas mellékszereplő kislány. A 10 éves Tatum O'Neil és a 14 éves Linda Blair versenget ezért a címért.

## Kategóriák és jelöltek
nyertesek félkövérrel jelölve

### Legjobb film
- A nagy balhé (The Sting) – Bill/Phillips-Hill, Zanuck/Brown, Universal – Tony Bill, Michael Phillips, Julia Phillips
  - Amerikai graffiti (American Graffiti) – Lucasfilm/Coppola Company, Universal – Francis Ford Coppola and Gary Kurtz
  - Az ördögűző (The Exorcist) – Hoya, Warner Bros. – William Peter Blatty
  - Suttogások és sikolyok (Viskningar och rop) – Svenska Filminstitutet-Cinematograph AB Prod., New World Pictures (svéd) – Ingmar Bergman
  - Egy kis előkelőség (A Touch of Class) – Brut Prods., Avco Embassy – Melvin Frank

### Legjobb színész
- Jack Lemmon – Mentsük meg a Tigrist!
  - Marlon Brando – Utolsó tangó Párizsban
  - Jack Nicholson – Az utolsó szolgálat
  - Al Pacino – Serpico
  - Robert Redford – A nagy balhé (The Sting)

### Legjobb színésznő
- Glenda Jackson – Egy kis előkelőség (A Touch of Class)
  - Ellen Burstyn – Az ördögűző (The Exorcist)
  - Marsha Mason – Cinderella Liberty
  - Barbra Streisand – Ilyenek voltunk (The Way We Were)
  - Joanne Woodward – Summer Wishes, Winter Dreams

### Legjobb férfi mellékszereplő
- John Houseman – Vizsgaláz
  - Vincent Gardenia – Bang the Drum Slowly
  - Jack Gilford – Mentsük meg a tigrist!
  - Jason Miller – Az ördögűző (The Exorcist)
  - Randy Quaid – Az utolsó szolgálat

### Legjobb női mellékszereplő
- Tatum O’Neal – Papírhold
  - Linda Blair – Az ördögűző (The Exorcist)
  - Candy Clark – Amerikai graffiti
  - Madeline Kahn – Paper Moon
  - Sylvia Sidney – Summer Wishes, Winter Dreams

### Legjobb rendező
- George Roy Hill – A nagy balhé (The Sting)
  - Ingmar Bergman – Suttogások és sikolyok
  - Bernardo Bertolucci – Utolsó tangó Párizsban
  - William Friedkin – Az ördögűző (The Exorcist)
  - George Lucas – Amerikai graffiti

### Legjobb eredeti történet
- A nagy balhé (The Sting) – David Ward
  - Amerikai graffiti – George Lucas, Gloria Katz, Willard Huyck
  - Suttogások és sikolyok – Ingmar Bergman
  - Save the Tiger – Steve Shagan
  - A Touch of Class – Melvin Frank, Jack Rose

### Legjobb adaptált forgatókönyv
- Az ördögűző (The Exorcist) – William Peter Blatty forgatókönyve William Blatty regénye alapján
  - Az utolsó szolgálat – Robert Towne forgatókönyve Darryl Ponicsan regénye alapján
  - Vizsgaláz – James Bridges forgatókönyve John Jay Osborn, Jr. regénye alapján
  - Papírhold – Alvin Sargent forgatókönyve Joe David Brown: ’’Addie Pray’’ című regénye alapján
  - Serpico – Waldo Salt, Norman Wexler forgatókönyve Peter Maas könyve alapján

### Legjobb operatőr
- Sven Vilhem Nykvist, Cries and Whispers
  - Jack Couffer, Jonathan Livingston Seagull
  - Owen Roizman, Az ördögűző (The Exorcist)
  - Harry Stradling, Jr., Ilyenek voltunk (The Way We Were)
  - Robert Surtees, A nagy balhé (The Sting)

### Látványtervezés és díszlet
- Henry Bumstead, James W. Payne – A nagy balhé (The Sting)
  - Lorenzo Mongiardino, Gianni Quaranta, Carmelo Patrono – Napfivér, Holdnővér
  - Bill Malley, Jerry Wunderlich – Az ördögűző (The Exorcist)
  - Philip Jefferies, Robert de Vestel – Tom Sawyer kalandjai (Tom Sawyer)
  - Stephen B. Grimes, William Kiernan (posztumusz) – Ilyenek voltunk (The Way We Were)

### Legjobb vágás
- A nagy balhé (The Sting) – William Reynolds
  - Amerikai graffiti – Verna Fields, Marcia Lucas
  - A Sakál napja – Ralph Kemplen
  - Az ördögűző (The Exorcist) – Jordan Leondopoulos, Bud Smith, Evan Lottman, Norman Gay
  - Jonathan Livingston Seagull – Frank P. Keller, James Galloway

### Legjobb vizuális effektus
- Nem adták ki

### Legjobb idegen nyelvű film
- Amerikai éjszaka (La Nuit américaine) (Franciaország) – Les Films du Carrosse, PECF, PIC – Marcel Berbert producer – François Truffaut rendező
  - The House on Chelouche Street (הבית ברחוב שלוש) (Izrael) – Noah Films – Menahem Golan producer – Moshé Mizrahi rendező
  - Gyalogjáró (Der Fußgänger) (Németország) – Alfa Glaurus, Braun, Franz Seitz Filmproduktion, MFG-Film – Zev Braun, Maximilian Schell producerek – Maximilian Schell rendező
  - The Invitation (L'Invitation) (Svájc) (francia nyelvű) – Citel Films, Group 5, Planfilm, Romande – producer – Claude Goretta rendező
  - Turkish Delight (Turks fruit) (Hollandia) – Verenigde Nederlandsche Filmcompagnie (VNF) – Rob Houwer producer – Paul Verhoeven rendező

### Legjobb filmzene

#### Eredeti drámai filmzene
- Ilyenek voltunk (The Way We Were) – Marvin Hamlisch
  - Cinderella Liberty – John Williams
  - A delfin napja (The Day of the Dolphin) – Georges Delerue
  - Pillangó (Papillon) – Jerry Goldsmith
  - Egy kis előkelőség (A Touch of Class) – John Cameron

#### Legjobb filmzene: eredeti dalszerzés és adaptáció vagy zeneszerzés: adaptáció
- A nagy balhé (The Sting) – adaptáció: Marvin Hamlisch
  - Jézus Krisztus szupersztár (Jesus Christ Superstar) – adaptáció: André Previn, Herbert W. Spencer és Andrew Lloyd Webber
  - Tom Sawyer kalandjai (Tom Sawyer) – dalszerzés: Richard M. Sherman és Robert B. Sherman; adaptáció: John Williams

## Statisztika

### Egynél több jelöléssel bíró filmek
- 10 : A nagy balhé
- 9 : Ördögüző
- 6 : Egy kis előkelőség
- 5 : Amerikai graffiti, Ilyenek voltunk

### Egynél több díjjal bíró filmek
- 7 : A nagy balhé
- 2 : Egy kis előkelőség, Ilyenek voltunk, Ördögűző

## Külső hivatkozások
- Az 1974. év Oscar-díjasai az Internet Movie Database-ben